# Jan Skopeček (polityk)
Jan Skopeček (ur. 21 października 1980 w Hořovicach) – czeski polityk i ekonomista należący do Obywatelskiej Partii Demokratycznej. Uzyskał mandat poselski wyborach w 2017 roku i następnie uzyskał reelekcję w wyborach w 2021 roku. Od 2021 roku pełni funkcję wiceprzewodniczącego Izby Poselskiej.